# Sintula diceros
Sintula diceros är en spindelart som beskrevs av Simon 1926. Sintula diceros ingår i släktet Sintula och familjen täckvävarspindlar.
Artens utbredningsområde är Frankrike. Inga underarter finns listade i Catalogue of Life.